# Tschima da Flix
Die Tschima da Flix ⓘ ist ein Berg östlich von Sur im Kanton Graubünden in der Schweiz mit einer Höhe von 3316 m ü. M. Da er relativ leicht zu erreichen ist und lohnende Abfahrten bietet, ist er ein beliebter Skitourenberg.

## Lage und Umgebung
Die Tschima da Flix gehört zur Calderas-Gruppe im Err-Gebiet, das seinerseits zu den Albula-Alpen gehört. Über den Gipfel verläuft die Gemeindegrenze zwischen Surses und Bever. Die Tschima da Flix wird im Osten durch das Val Bever und im Westen durch das Oberhalbstein eingefasst.
Zu den Nachbargipfeln gehören der Piz Calderas im Norden, der Piz Picuogl im Osten, der Piz Surgonda und der Piz d’Agnel im Süden und der Piz Cucarnegl im Norden.
Auf der Nordflanke besitzt die Tschima da Flix einen Gletscher, den Vadret Calderas.
Talorte sind Sur und Bever. Häufige Ausgangspunkte sind die Jenatschhütte, der Julierpass und die Alp Flix.

## Namensherkunft
Tschima (Puter) oder Tschema (Surmeirisch) bedeutet Berggipfel oder Baumwipfel und stammt vom griechischen Wort cyma für Kohlspross, Spitze, Gipfel ab.
Das Wort Flix stammt wahrscheinlich aus lateinisch fluxus für das Fliessen ab.

## Routen zum Gipfel

### Sommerrouten

#### Über den Vadret Calderas
- Ausgangspunkt: Jenatschhütte (2652 m)
- Schwierigkeit: L
- Zeitaufwand: 2 Stunden
- Bemerkung: Gletscherbegehung

#### Über den Südgrat
- Ausgangspunkt: Jenatschhütte (2652 m), Alp Flix (Salategnas, 1976 m) oder Julierpass (2284 m)
- Via: Fuorcla da Flix (3064 m)
- Schwierigkeit: L, bis zur Fuorcla da Flix als Wanderweg weiss-rot-weiss markiert
- Zeitaufwand: 2¼ Stunden von der Jenatschhütte, 3¾ Stunden von der Alp Flix oder 4½ Stunden vom Julierpass

#### Durch die Westwand
- Ausgangspunkt: Alp Flix (Tigias, 1975 m)
- Schwierigkeit: WS
- Zeitaufwand: 4 Stunden

### Winterrouten

#### Über den Vadret Calderas
- Ausgangspunkt: Jenatschhütte (2652 m)
- Expositionen: N, NE
- Schwierigkeit: WS
- Zeitaufwand: 2 Stunden

#### Über die Fuorcla da Flix
- Ausgangspunkt: Jenatschhütte (2652 m) oder Julierpass (2284 m)
- Via: (Fuorcla d’Agnel), Fuorcla da Flix
- Expositionen: E, S
- Schwierigkeit: WS+
- Zeitaufwand: 2 Stunden von der Jenatschhütte, 3¾ Stunden vom Julierpass

#### Abfahrt nach Bivio oder Marmorera
- Ziel: Bivio (1769 m) oder Marmorera (1708 m)
- Via: Fuorcla da Flix, Val da Natons
- Expositionen: SW
- Schwierigkeit: ZS

#### Abfahrt nach Sur über Fuorcla da Flix
- Ziel: Sur (1617 m)
- Via: Fuorcla da Flix, Val Savriez, Saltegnas (Alp Flix), Tigias (Alp Flix)
- Expositionen: W
- Schwierigkeit: ZS

#### Abfahrt nach Sur via Vadret Calderas
- Ziel: Sur (1617 m)
- Via: Vadret Calderas, W-Rinne, Plang Lung, Tigias (Alp Flix)
- Expositionen: N, W
- Schwierigkeit: ZS+
- Bemerkung: Die Rinne ist oben bis zu 40° steil

## Galerie

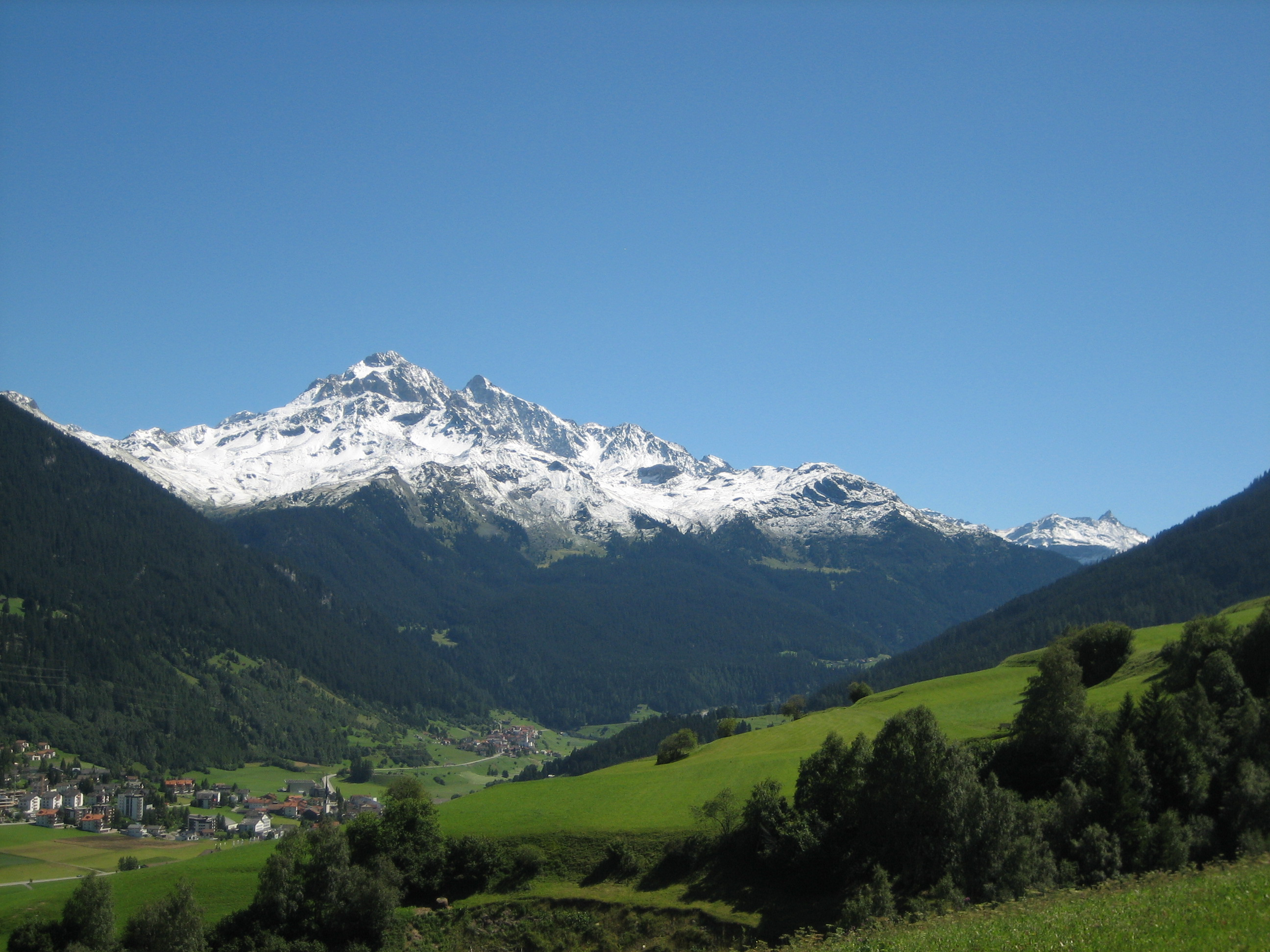
Das Err-Gebiet, aufgenommen von Riom-Parsonz.
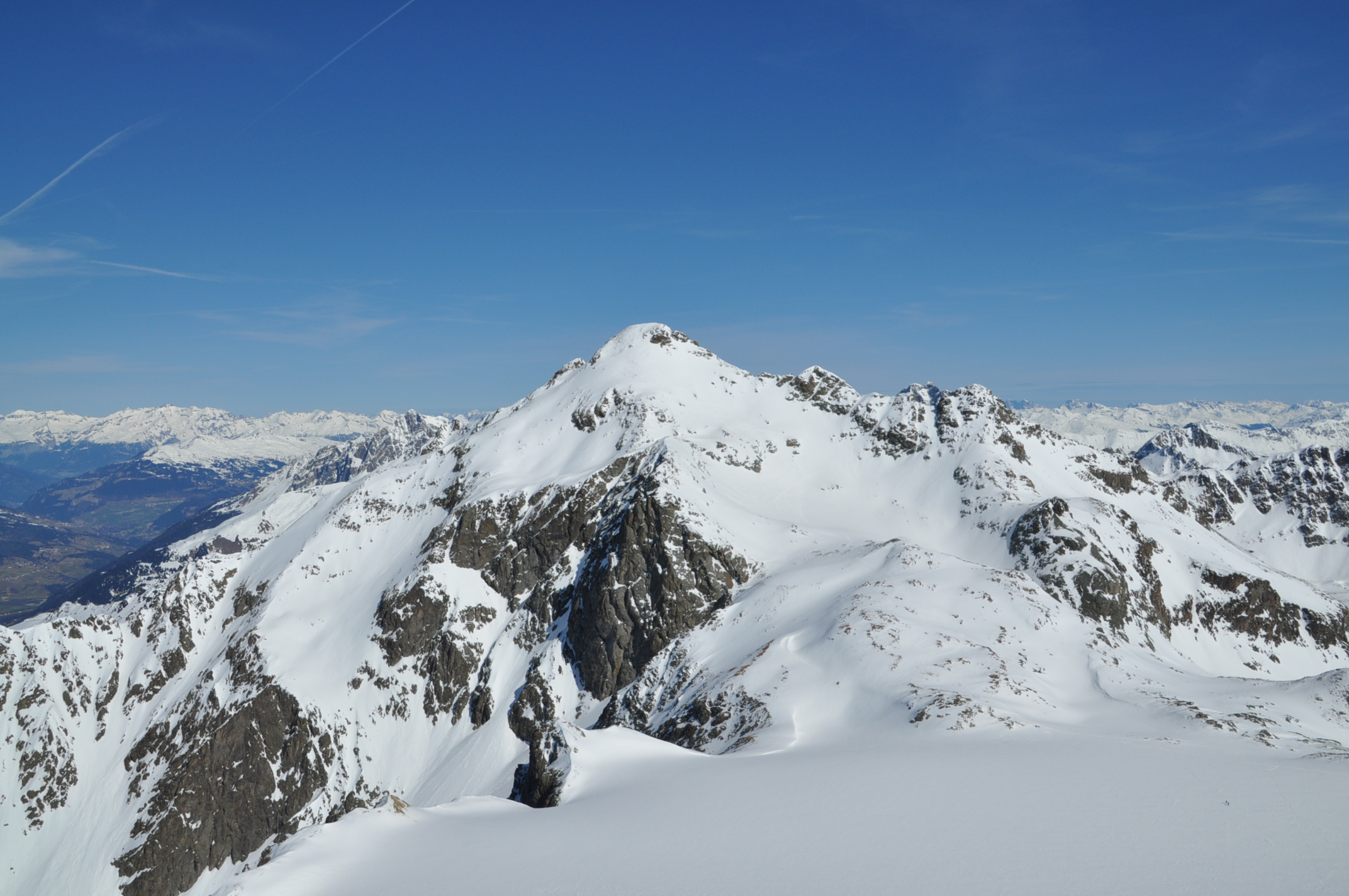
Sicht auf den Piz Calderas.
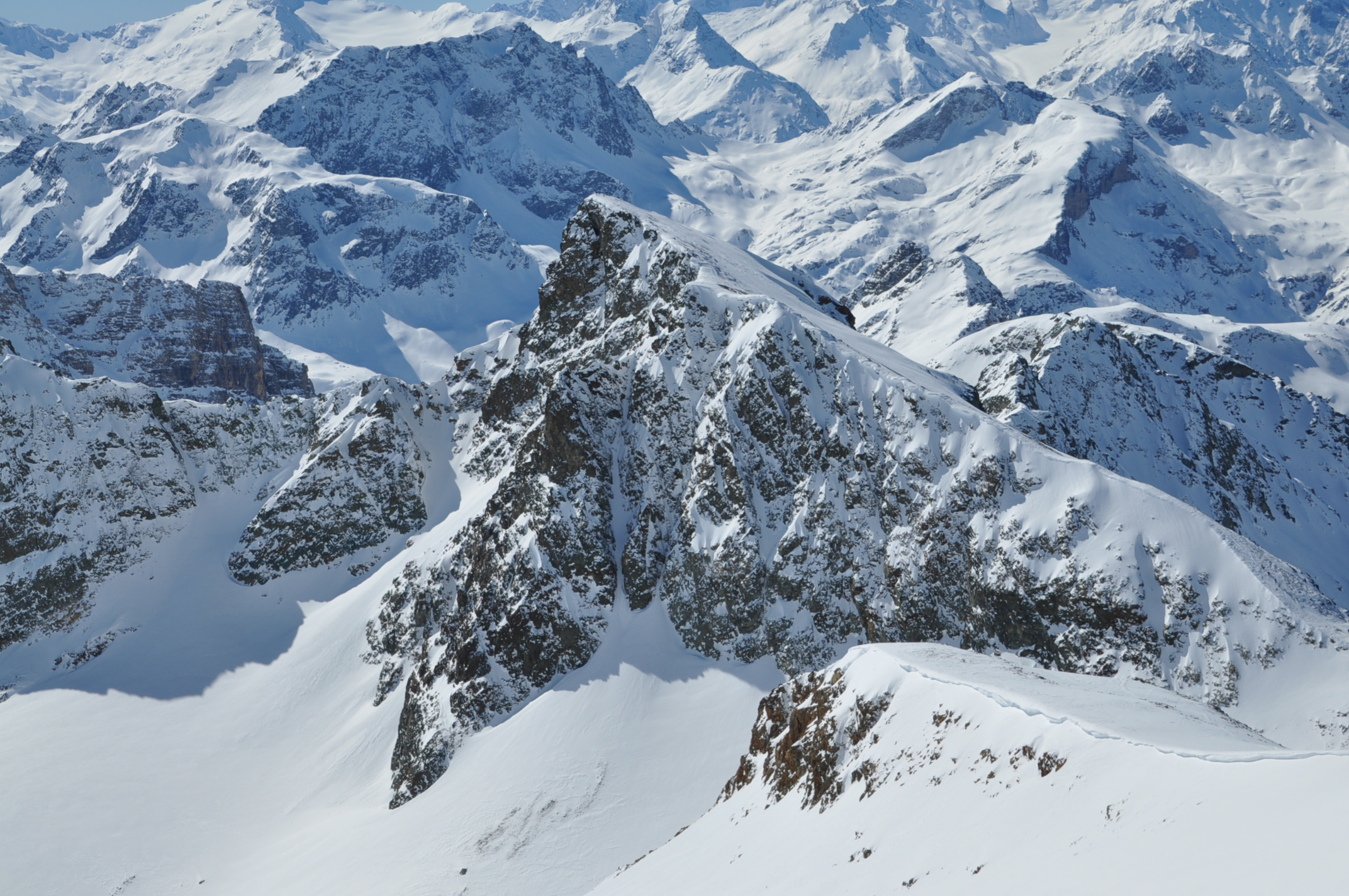
Sicht auf den Piz d’Agnel.
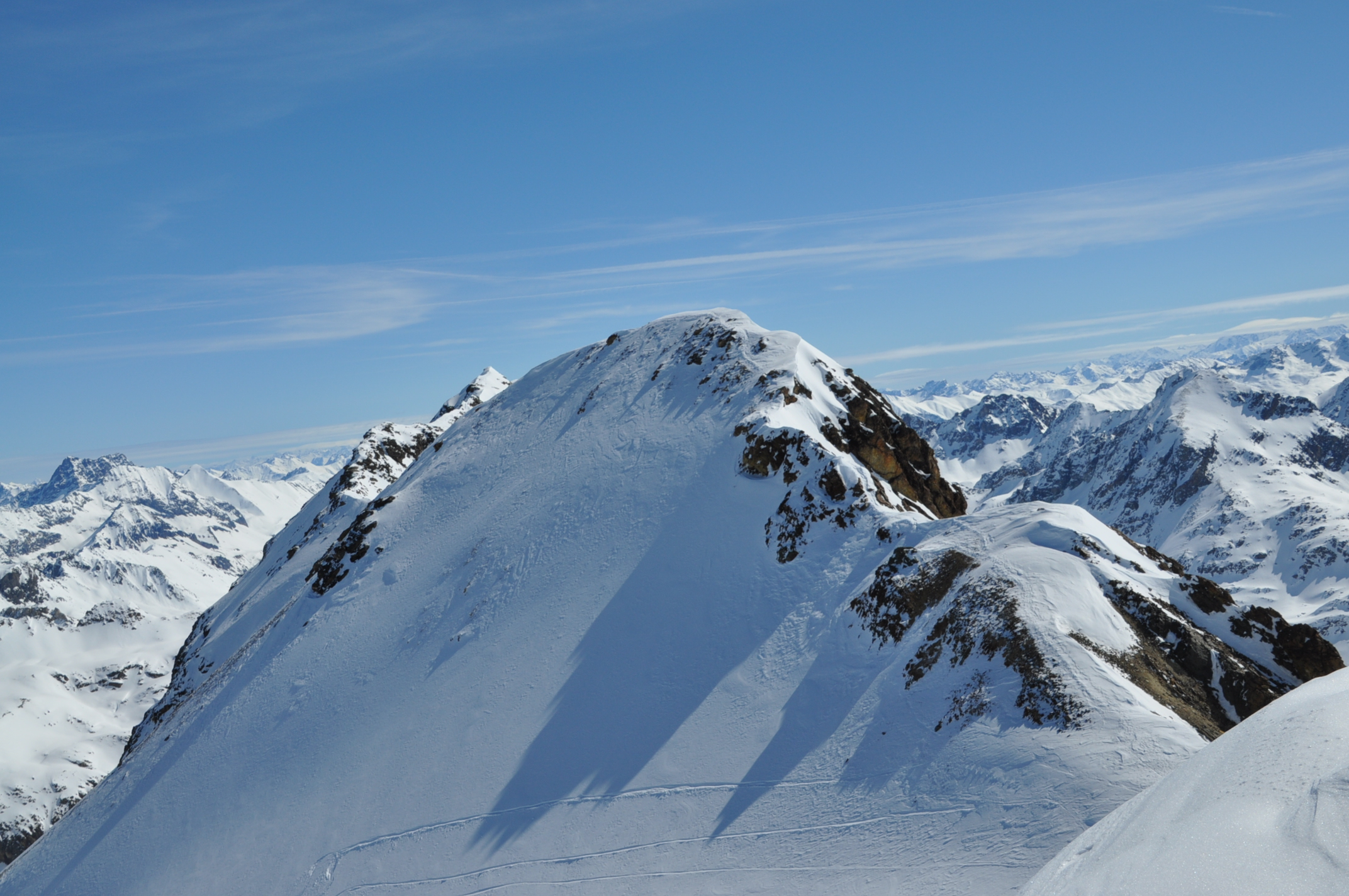
Sicht auf den Piz Picuogl.
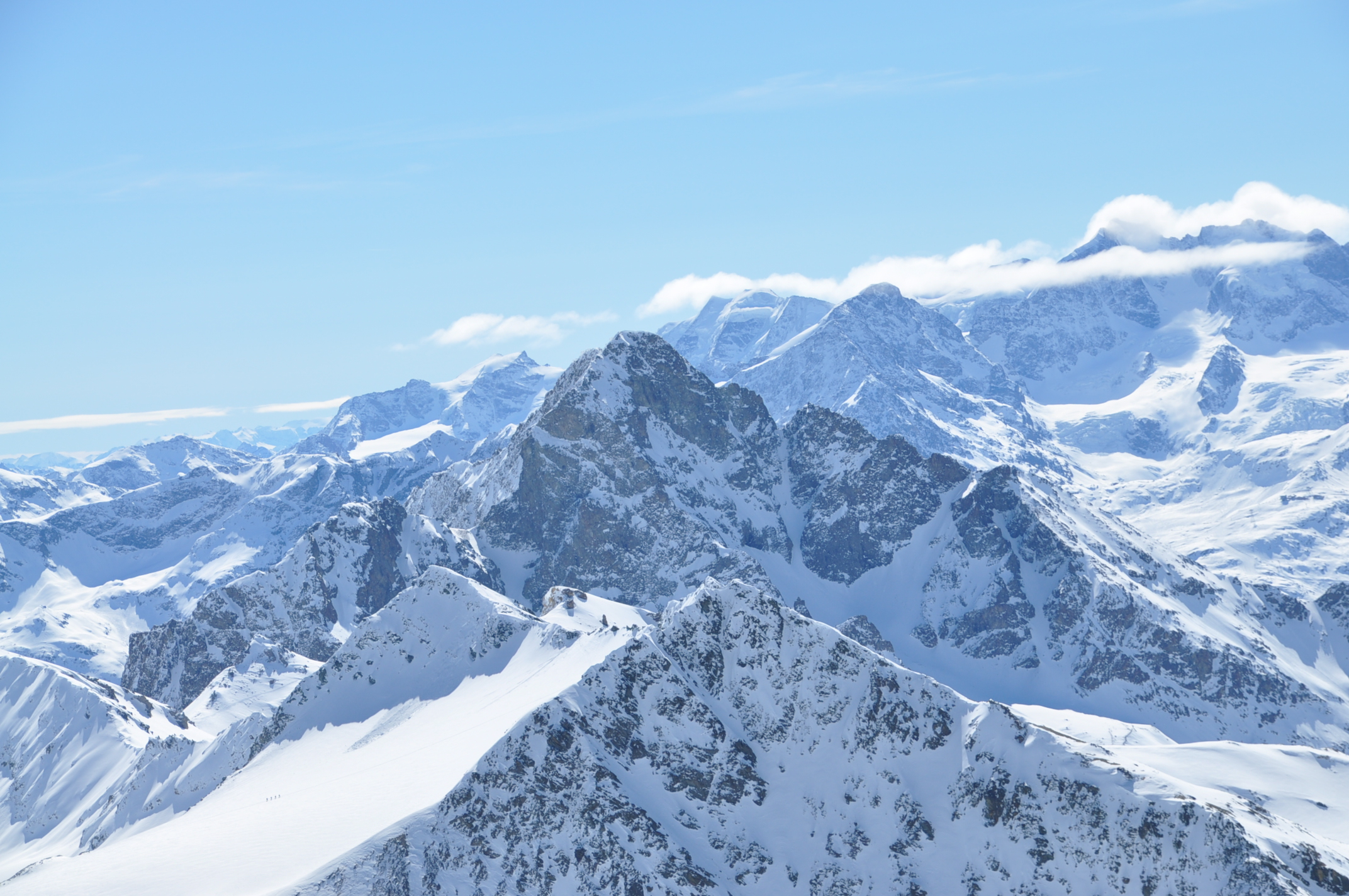
Sicht auf Piz Surgonda, Piz Güglia und die Berninagruppe